# Josep Miquel Vidal i Hernández
Josep Miquel Vidal Hernández (Maó, 1939 - Maó, 9 de gener de 2013) fou un físic i investigador menorquí. Es llicencià en ciències físiques per la Universitat de Barcelona el 1968.
Fou professor de física de l'estat sòlid a la Universitat de Barcelona (1970-1974). Fou director i fundador de l’Enciclopèdia de Menorca des del 1977, i coordinador científic de l'Institut Menorquí d'Estudis des de 1986. Membre numerari de la Societat Catalana de Física de la Secció de Ciències Físiques, Químiques i Matemàtiques de l'Institut d'Estudis Catalans des de 1976; membre des de 1991 de la Societat Catalana d'Història de la Ciència i de la Tècnica i membre de la Junta Directiva d'aquest Institut des de 1997.
Fou membre numerari de la Secció de Ciència i Tècnica de l'Institut Menorquí d'Estudis des delx 1986. Membre de la Xarxa d'Història de la Ciència des de 1998. Membre del Consell Acadèmic de la Universitat Internacional d'Estiu Illa del Rei (1996-1999). Membre del Consell Acadèmic de l'Escola de Salut Pública del Llatzeret de Maó des de 2001. Membre del Consell Rector de la Universitat Catalana d'Estiu des de 2002. Membre corresponent de la Reial Acadèmia de Medicina de les Illes Balears des de 2003. Va participar en diversos llibres col·lectius i ha publicat nombrosos articles mèdics i històrics en diverses revistes especialitzades. Formà part del Comitè coordinador de la Història de la Ciència i de la Tècnica a les Balears i codirigí el tom Els segles xviii i xix: de la fundació de la Universitat Literària a la Restauració canovista. Publicà també diversos articles sobre astronomia i meteorologia a la Gran Enciclopèdia Catalana, l’Enciclopedia Universal Salvat i a Història de la Ciència de l'editorial Planeta. El 2006 va rebre el Premi Ramon Llull i el 2012 el Premi Canigó.
Obres destacades
- Enciclopèdia de Menorca

- El Sistema Solar de la col·lecció "Grandes Temas", de l'editorial Salvat (1973).
- Una societat mèdica a la Menorca britànica (1998)
- Rafael Hernández, un metge liberal menorquí (2000)
- El Llatzeret de Maó: una fortalesa sanitària (2002)